# Karl Öttl
Karl Öttl (* 13. August 1902 in St. Pölten; † 9. März 1988 in Traunkirchen) war ein oberösterreichischer Postbeamter und Politiker. Er war 1945 Mitglied der Landesregierung Eigl (Oberösterreichische Beamtenregierung).

## Leben
Öttl besuchte zwischen 1913 und 1921 ein Realgymnasium in Wien und schloss dieses im Jahr 1921 mit der Ablegung der Matura mit Auszeichnung ab. Er studierte danach von 1923 bis 1932 Maschinenbau und Elektrotechnik an der Technischen Hochschule in Wien, wobei er 1923 die erste Staatsprüfung in Maschinenbau und 1925 die zweite Staatsprüfung in Elektrotechnik, jeweils mit Auszeichnung, ablegte. Am 9. Juli 1932 promovierte er schließlich zum Doktor der Technik. Bereits 1926 war Öttl als Beamtenanwärter in den Dienst der Postdirektion Oberösterreich eingetreten, wo er in der Folge beschäftigt war. Er übernahm zwischen dem 17. Mai 1945 und dem 25. Oktober 1945 in der von der amerikanischen Besatzungsmacht bestimmten Beamtenregierung unter Landeshauptmann Eigl das Ressort Fernmelde- und Postangelegenheiten, da 1945 die Landesregierung auch Bundesangelegenheiten im eigenen Wirkungsbereich zu übernehmen hatte. Nachdem die Beamtenregierung von der provisorischen Landesregierung abgelöst worden war, übernahm Öttl zwischen 1946 und 1951 die Leitung der Post-Inspektion Salzburg, zudem war er von 1946 bis 1952 Leiter der Postdirektion Linz. ab 1952 bis zu seiner Pensionierung im Jahr 1967 war er Präsident der Postdirektion.